# José Luis Perales
José Luis Perales (Castejón, 18 de gener de 1945) és un cantant i compositor castellà de música romàntica i, des de fa poc, novel·lista.
José Luis Perales ha venut més de 100 milions de discs a tot el món. El seu primer disc d'or el va aconseguir a l'Argentina l'any 1974, amb “Celos de mi guitarra”, des d'aleshores ha rebut més de 100 discs d'or i platí. La seva cançó "Por qué te vas", popularitzada per Jeanette, va ser versionada per més de 40 artistes de França, Alemanya, Anglaterra i Japó, fins a l'any 2004. Tan sols d'aquesta cançó en vengué més de 6 milions de còpies a Alemanya i Àustria. L'any 2015 en canvi va optar per escriure un llibre en comptes d'un disc, i va publicar "La melodía del tiempo" una història romàntica ambientada a "El Castro" un poble tradicional de Castella.

## Biografia
Va néixer en el si d'una família cristiana tradicional. Ja des de molt petit va mostrar devoció per la música aprenent solfeig amb un antic mestre, la qual cosa el va portar a poder tocar el llaüt amb tan sols 6 anys.
Als 16 anys i arribada l'hora de seguir estudis, el seu pare li va aconseguir una beca per a la Universitat Laboral de Sevilla, on es va desplaçar per a estudiar mestratge industrial en electricitat i viure allí la seva joventut. Es va apuntar a l'estudiantina i va conèixer a uns nois que li van ensenyar a tocar cinc o sis acords de guitarra, que són els mateixos que encara fa servir. De vegades, reconeix, que potser per ser tan elemental és per això pel que la seva música arriba a tanta gent i cala en tants cors; prefereix tocar la guitarra a intentar-ho amb el piano.
Va ser escoltant la ràdio quan es va sentir motivat per a compondre una cançó, i nasqué així una de les seves primeres melodies, "Niebla", encara poc madura, però que marcaria el principi d'un llarg camí, on José Luis va veure clar quina seria la seva veritable dedicació durant la resta dels seus dies: la música.
Malgrat això, tenia una beca i va haver de continuar amb els seus estudis. Va fer el servei militar a Madrid.
Tan aviat com va acabar el mestratge industrial, es va desplaçar a Madrid per a completar els seus estudis amb els de peritatge, que compaginava amb el seu treball d'electricista i amb les seves composicions, que ja acumulava per desenes, esperant que algun cantant s'hi interessés.
Després d'una interpretació en una festa algú li va oferir gravar i provar fortuna, que li arribaria més endavant com a compositor, que era just el que a ell li agradava, compondre.
Llavors ja havia conegut, en el treball, la que ara és la seva dona, Manuela, tan imprescindible a la seva vida, como el mateix diu: "...yo, si no fuera por Manuela estaría perdido." Descobrim aquí a un Perales enamorat, tendre i fidel a la seva enamorada. Dues dones tenen un paper molt important a la seva vida: la seva mare Mariana (motor de la seva carrera, ja que va ser ella la que li buscava els seus primers auditoris, de vegades entre la gent del seu poble) i Manuela (veu crítica de les seves cançons).
És arran de conèixer Rafael Trabucchelli (el 1970), principal productor discogràfic d'Espanya en aquella època, quan la vida de Perales fa un gir radical. Trabucchelli li proposa cantar, a la qual cosa Perales es resisteix tot el que pot, ja que per damunt de tot està la seva vocació familiar, la vida de la llar i el zel per la seva intimitat. Perales compon "Porque te vas" i en boca de Jeanette, se n'aconsegueixen vendre en un any quatre milions de còpies a tot el món, de manera que Carlos Saura va incloure aquest tema a la pel·lícula "Cría cuervos". Fou un èxit.
Arran d'això, Trabucchelli persuadeix definitivament Perales perquè canti, fet que José Luis qualifica d'accidental, però que li va sortir bé, ja que el seu primer Long-Play del 73-74, en el que destacaven "Celos de mi guitarra", va ser tot un èxit a Espanya i a Llatinoamèrica.
Aviat van començar les complicacions, per la qual cosa José Luis va haver de deixar el seu treball per problemes d'incompatibilitats i de dedicar-se per complet al món de la cançó, i, a més a més, l'horroritzava dependre de l'escenari i de la crítica... era primer de tot un home els interessos primaris del qual se centraven en la seva família i en la seva llar. Ell mateix ha dit: "Manuela y yo hemos padecido grandes soledades por todo ello".
Després se'n va anar a viure a Conca, on va construir la seva llar, i a Madrid, quan els seus dos fills adolescents (Pablo i María) se'n van anar a estudiar a la universitat, apartant-se una mica de la seva activitat per a dedicar-se per complet als seus fills. Sempre fidel a les seves arrels, té una casa a Castejón i una altra casa de camp a la qual anomena <<el refugio>>, també a prop de Castejón on sol a retirar-se a compondre.
És així com s'ha forjat la vida d'un dels cantants i compositors més prolífics de la indústria discogràfica espanyola amb més de 450 cançons registrades a la Sociedad General de Autores de España (SGAE), un home de rostre afable, facilitat de paraula i somriure fàcil, que no es considera ni músic ni cantant, malgrat el reconeixement que han tingut aquests seus dos talents. Amb 30 anys en el món de la música, ha rebut un premi Amigo com a "reconocimiento a su trayectoria artística", ha gravat 27 discs i editat 30 milions de còpies, ha compost cançons per a alguns dels artistes més coneguts d'Espanya, com ara Isabel Pantoja, Raphael, Miguel Bosé, Mocedades, Julio Iglesias, Rocío Jurado, Jeanette, Paloma San Basilio, i la cantautora guatemalteca Shery, que han posat veu a les seves cançons. Ha rebut més de 100 discs d'or i platí i ha trepitjat escenaris de Nova York, Buenos Aires, Miami, Uruguai, Equador o Mèxic i Panamà.
Des de sempre ha estat solidari amb els més desafavorits, per la qual cosa col·labora amb les Aldeas Infantiles SOS cedint els drets d'una de les cançons de cada disc a aquesta organització.

## Discografia

### Àlbums d'estudi
| Any de publicació | Títol                                | Discogràfica          |
| 1973              | Mis Canciones                        | EMI                   |
| 1974              | El Pregón                            | EMI                   |
| 1975              | Para Vosotros Canto                  | EMI                   |
| 1976              | Por si quieres conocerme             | EMI                   |
| 1978              | Como la lluvia fresca                | EMI                   |
| 1978              | Soledades (editat sols a Amèrica)    | EMI                   |
| 1979              | Tiempo de otoño                      | EMI                   |
| 1981              | Nido de Águilas                      | EMI                   |
| 1982              | Entre el agua y el fuego             | EMI                   |
| 1984              | Amaneciendo en ti                    | EMI                   |
| 1986              | Con el Paso del Tiempo               | Columbia Records      |
| 1987              | Sueño de Libertad                    | Columbia Records      |
| 1989              | La espera                            | Columbia Records      |
| 1990              | A mis amigos                         | Columbia Records      |
| 1991              | América                              | Columbia / Sony Music |
| 1993              | Gente maravillosa                    | Columbia / Sony Music |
| 1996              | En clave de amor                     | Columbia / Sony Music |
| 1998              | Quédate Conmigo                      | Columbia / Sony Music |
| 2000              | Me han Contado que existe un paraíso | Sony Music            |
| 2006              | Navegando por ti                     | Sony Music / BMG      |
| 2012              | Calle Soledad                        | Sony Music / BMG      |

### Àlbums de recopilació
| Any de publicació | Títol                    | Discogràfica          |
| 1980              | Lo Mejor                 | Emi music             |
| 1994              | Mis 30 Mejores Canciones | Columbia / Sony Music |
| 2001              | 30 Grandes Canciones     | Sony Music            |
| 2004              | Canciones de un Poeta    | Emi Music             |

### Àlbums en DVD
| Any de publicació | Títol                | Discogràfica               |
| 2008              | En Directo - 35 años | Universal Music/Vale music |